# Robotman (Robert Crane)
Robotman (Robert Crane) es un superhéroe ficticio creado para la editorial DC Cómics durante la edad de oro. Robotman apareció por primera vez en Star Spangled Comics Vol.1 #7 (abril de 1942) y fue creado por Jerry Siegel y Leo Nowak.

## Biografía ficticia del personaje
El primer Robotman fue un científico llamado Robert Crane, cuyo cerebro fue trasladado a un cuerpo robótico, después de un disparo fatal en la cabeza. Dado que Crane tuvo que ser declarado legalmente muerto para que sus asaltantes pudieran ser acusados de asesinato, se creó una identidad civil llamándose así mismo Paul Dennis, utilizando una máscara y unos guantes que ocultaban su forma robótica. Como Robotman, fue miembro activo del All-Star Squadron, equipo de superhéroes que combatieron en la Segunda Guerra Mundial. También lucharía contra el crimen en solitario con la ayuda de su compañero canino, Robbie el Robot Dog. Sus historias eran en su mayoría despreocupadas, con situaciones caprichosas y mucha comedia ligera (normalmente proporcionada por Robbie). Sin embargo, la historia seguía centrada en la lucha de Robotman por adaptarse a su nueva existencia, y en un momento dado tuvo que revelar su verdadera identidad ante un tribunal y ser declarado legalmente humano.
Según la Enciclopedia de Superhéroes de la Edad de Oro de Jess Nevins, la "galería de delincuentes" de Robotman incluye al Baffler, al genio loco Dr. Gaunt, al Dr. Ripari (también conocido como Dr. Ripper), al Imán Humano, a una versión malvada de Robotman, al agente japonés "Slanteyes", al ladrón de gatos disfrazado Tiger-Man y al inventor criminal Wizard.
En 1951, Crane ayudó a Charles McNider, el original Doctor Mid-Nite, a construir unos dispositivos que McNider necesitaba para poder convertirse en el nuevo Starman. McNider utilizaría dichos dispositivos durante medio año y luego darlos a David Knight, un Starman del futuro que los utilizó por el resto del año antes de volver a su futuro y morir allí.
Durante la época post-crisis, se reveló que Robotman fue uno de los otros héroes que asistieron a la primera reunión de los miembros fundadores de la Liga de la Justicia de América antes de la formación oficial del equipo, evento que fue suprimido de su registro público.
Finalmente, la carrera de Robotman llegaría a su fin tras un hecho único. Su ex-asistente de laboratorio, Charles Grayson, descubrió que se estaba muriendo de una grave enfermedad cerebral, dejando que el resto de sus tejidos quedasen ilesos. Por ellos, legó su cuerpo a Robotman para poder darle una posibilidad de una nueva vida. Robotman había quedado atrapado en animación suspendida tras ser sorprendido por una avalancha de rocas. Su cuerpo mecánico se apagó para preservar su cerebro, y tardó veinte años en acumular suficiente energía para reactivarse y liberarse. Una oleada de energía le revivió, y tras adaptarse a estar veinte años en el futuro, se enteró de lo que Grayson había hecho por él y recuperó con gusto la humanidad que creía perdida para siempre.
Ya sin ser un ciborg, reapareció en los primeros números de Stars and S.T.R.I.P.E. y prestó a Pat Dugan algunos componentes de su propio cuerpo robótico desmontado para perfeccionar la armadura de S.T.R.I.P.E.
En 2011, "The New 52" reinició el universo DC. En esta continuidad, Robert Crane era un científico de las Fuerzas Aliadas de la Segunda Guerra Mundial que fue capturado por el ejército japonés y fue mantenido con vida para crear un robot llamado J.A.K.E. (anagrama de Japanese Attack Killer Elite) para que el ejército japonés lo utilizara. Cuando Crane fue rescatado por las fuerzas aliadas lideradas por la Novia de Frankenstein, reveló que había programado a J.A.K.E. para que trabajara para las fuerzas aliadas como G.I. Robot tras su breve lucha con Frankenstein.
En 2016, DC Comics implementó otro relanzamiento de sus libros llamado "DC Rebirth", que restauró su continuidad a una forma muy parecida a la anterior a "The New 52". Robotman bajo su alias de Paul Dennis fue visto en la Robocon 2020 a la que asistieron los miembros de Metal Men, Tin y Lead, e Ilda de la serie "Star Hawkins, detective espacial". El grupo es atacado por personas con lavado de cerebro en armaduras robóticas donde logran desmantelar a Robotman. El conflicto es entonces interrumpido por OMAC.

## Poderes y habilidades
El cuerpo mecánico de Robert Crane posee fuerza sobrehumana, velocidad y resistencia sobrehumana, una aguda visión.

## Otras versiones

### Elseworlds
En el Elseworld La Edad de Oro, Robotman ocupa un lugar destacado como héroe problemático y posterior villano. La serie presenta que después de la Segunda Guerra Mundial, Robotman ignora deliberadamente su humanidad, desarrolla un estado mental inhumano, centrándose en ser un robot. Se le presenta deteniendo un robo con fuerza letal, y más tarde siendo abordado por Tex Thompson (Míster America), la forma actual del Ultra-Humanidad. No se sabe qué promete o utiliza Ultra-Humanidad para reclutar a Robotman, pero éste se convierte en su sirviente incondicional, cometiendo asesinatos y permaneciendo a menudo cerca de Thompson durante sus apariciones políticas. Thompson incluso lo reprende sin que Robotman ponga objeciones. Públicamente, Robotman es considerado como uno de los pocos héroes que se hacen públicos y sirven con Thompson. En la batalla final, Robotman mata brutalmente a Miss América antes de revelar que Thompson es el Ultra-Humanite. Un enfurecido Hourman le arranca uno de sus brazos a Robotman terminando las acusaciones hechas por Miss América. Mientras que los demás héroes se enfrentan a Dynaman, el mismo Dan la Dina-Mita transformado, Paula Brooks (una villana renovada, Tigresa) y Lance Gallantn el conocido Capitán Triumph, se habían convertido en amantes a lo largo de la historia, enfrentan y derrotan a Robotman. Durante su lucha contra Robotman, afirma que siempre supo que Ultra-Humanidad estuvo en el cuerpo de Tex Thompson y que no le importaba. Al final, Gallant, negándose a transformarse en el Capitán Triumph, le mete una flecha con la ballesta de madera de Tigresa en la cabeza de Robotman. Esto hace que Robotman explote y electrocute fatalmente a Gallant, para tristeza de la Tigresa y del hermano fallecido de Gallant.

### Flashpoint
En la línea de tiempo alternativa de la serie limitada Flashpoint,, Robert Crane es un científico humano, que nunca se convirtió en Robotman en la Segunda Guerra Mundial.Recientemente los servicios gubernamentales de Robert están cerrando el Proyecto M de Frankenstein y los Creature Commandos. En la era moderna, Robert Crane sigue vivo y ahora con el cargo de médico, ayuda al gobierno a reactivar los G.I. Robot, para que se unan a los soldados para eliminar a Frankenstein y las criaturas de lo desconocido, después de que estos escapan de las instalaciones de los laboratorios.

### Tierra 2
En 2011, "The New 52" reinició el universo DC. En Tierra 2, Robert Crane es un científico que trabaja para el Ejército Mundial. Estaba entre los científicos que trabajaban en el proyecto Tornado Rojo. Cuando se reveló que un clon de Supermán era uno de los Perros del Hambre, Crane contó con la ayuda de Sam Lane para cargar los recuerdos de Lois Lane en el Tornado Rojo. Cuando la lucha del clon de Supermán con el Doctor Destino provocó un derrumbe en la Base Arkham, Crane quedó atrapado en el derrumbe. Sobrevivió cuando Terry Sloane colocó su cerebro en un cuerpo robótico.